# Пахарівка (Олександрійський район)
Паха́рівка — село в Україні, у Попельнастівській сільській громаді Олександрійського району Кіровоградської області. Населення становить 150 осіб.

## Населення
Згідно з переписом УРСР 1989 року чисельність наявного населення села становила 214 осіб, з яких 81 чоловік та 133 жінки.
За переписом населення України 2001 року в селі мешкало 209 осіб.

### Мова
Розподіл населення за рідною мовою за даними перепису 2001 року:
| Мова       | Відсоток |
| ---------- | -------- |
| українська | 99,04 %  |
| російська  | 0,96 %   |